# Демидівська сільська рада (Кременчуцький район)
Демидівська сільська рада — колишній орган місцевого самоврядування у Кременчуцькому районі Полтавської області з центром у селі Демидівка.

## Населені пункти
Сільраді були підпорядковані населені пункти:
- с. Демидівка
- с. Гуньки
- с. Ковалі
- с. Найденівка
- с. Радочини
- с. Щербухи
- с. Яремівка

## Влада
Загальний склад ради — 14
Сільські голови
- Пирог Андрій Миколайович

31.10.2010 — зараз
- Павленко Віталій Миколайович

26.10.2006 — 31.10.2010